# Baljkovac
Baljkovac (em cirílico: Баљковац) é uma vila da Sérvia localizada no município de Pivara, pertencente ao distrito de Šumadija, na região de Šumadija. A sua população era de 620 habitantes segundo o censo de 2011.

## Demografia
| 1948 | 1953 | 1961 | 1971 | 1981 | 1991 | 2002 | 2011 |
| ---- | ---- | ---- | ---- | ---- | ---- | ---- | ---- |
| 693  | 700  | 658  | 612  | 640  | 623  | 621  | 620  |